# クロガネウシバナトビエイ
クロガネウシバナトビエイ（Rhinoptera bonasus）は、トビエイ目ウシバナトビエイ属に分類されるエイの一種。
ニューイングランドからブラジル南部まで、西大西洋およびカリブ海の大部分で見られる。現在、東大西洋の個体群はLusitanian cownose ray(R. marginata)とされている。
沿岸の浅場や河口に生息する。雌雄で大きさ、寿命、成熟度が異なる。頭部にウシの鼻に似た頭鰭がある。寿命は16 - 21 年。二枚貝、甲殻類、軟体動物など、硬い殻を持つ生物を捕食する。渡りを行い、冬には南に、夏には北に移動する。夏の間は チェサピーク湾で見られる。
2019年に、IUCNレッドリストに絶滅危惧種として記載された。チェサピーク湾で個体数が増加し、乱獲の対象となっている。保護の取り組みはそれほど多くない。

## 名称
種小名 bonasus は古代ギリシャ語のバイソン(bonasos)に由来する。

## 形態
背面は茶色で、腹面は白または薄い黄色。頭は幅広く眼は丸く、吻部腹側に頭鰭がある。歯は歯板を形成し、貝などを砕くことができる。雄は体盤幅75 cm、雌は90 cm程。胸鰭を水面に出して泳ぐと、サメのように見える。
危険を感じると尾棘を使って身を守る。尾棘は鋸歯状で弱い毒があり、刺されると蜂と似たような症状を起こす。

## 分布・生息地
群れを作る回遊魚で、アメリカの東海岸、カリブ海地域、ブラジル、メキシコ湾に分布する。沿岸付近や河口に生息し、水面近くで見られる。広塩性の種であり、個体間競争が激しくなると別の場所へ移動することもできる。チェサピーク湾では個体数が豊富で、通常は晩春から夏にかけて、交尾や出産のため移動してくる。

## 生態

### 摂餌

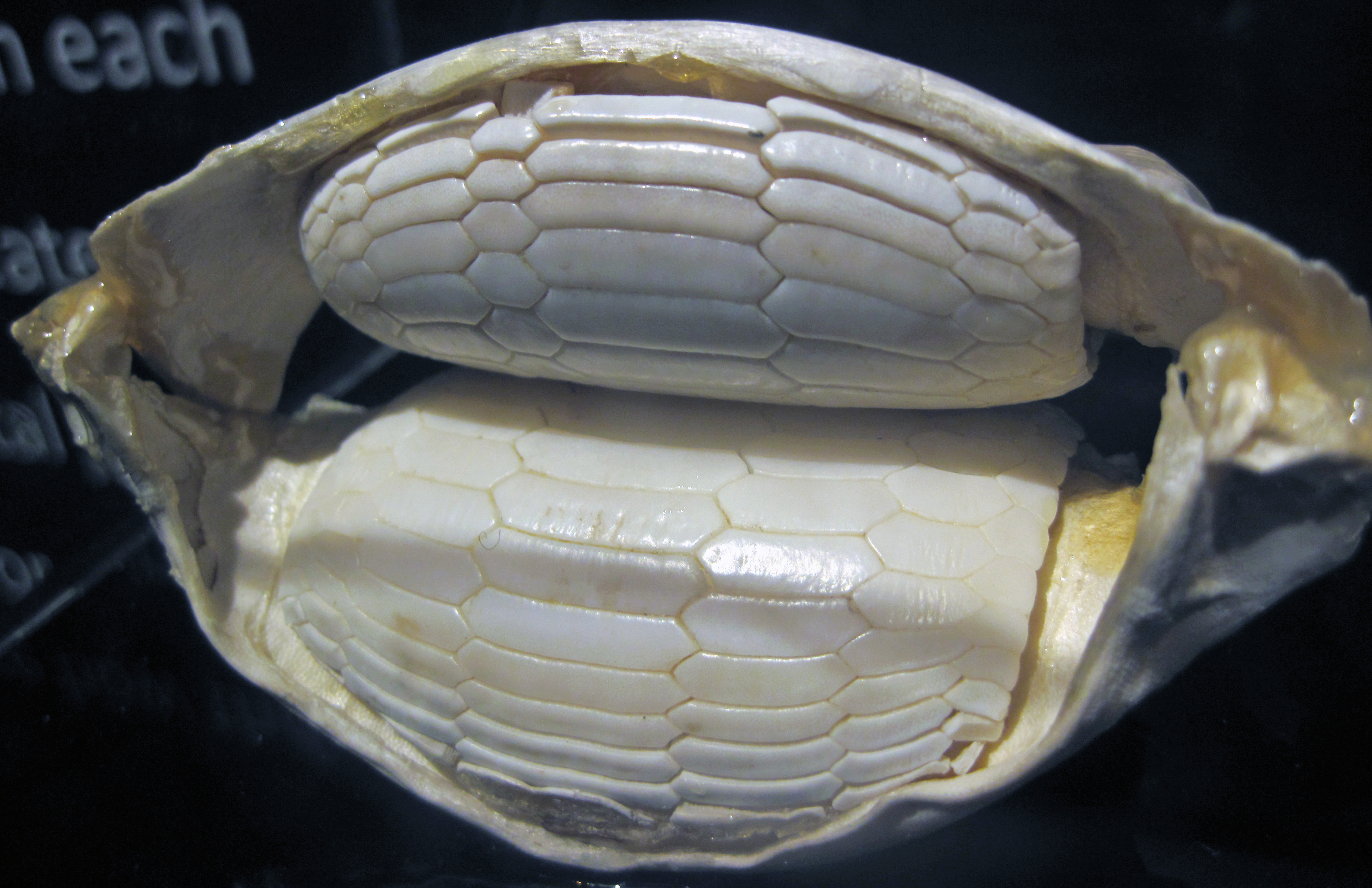
本種の歯板。

軟体動物や甲殻類、ホタテガイやアサリなどの二枚貝といった、硬い殻をもつ生物を噛み砕いて捕食する。波が穏やかで透明度の高い早朝や午後遅くに摂餌を行う傾向がある。摂餌は海底で行われる。
吸引と顎の開閉によって獲物を捕らえる。顎は非常に丈夫で、歯の硬さはセメントに匹敵する。頭鰭で獲物を口に押し出すことで、摂餌を助けている。

### 捕食
本種は食物連鎖の上位種であり、天敵はスギ、シュモクザメ、メジロザメ、ヒトである。

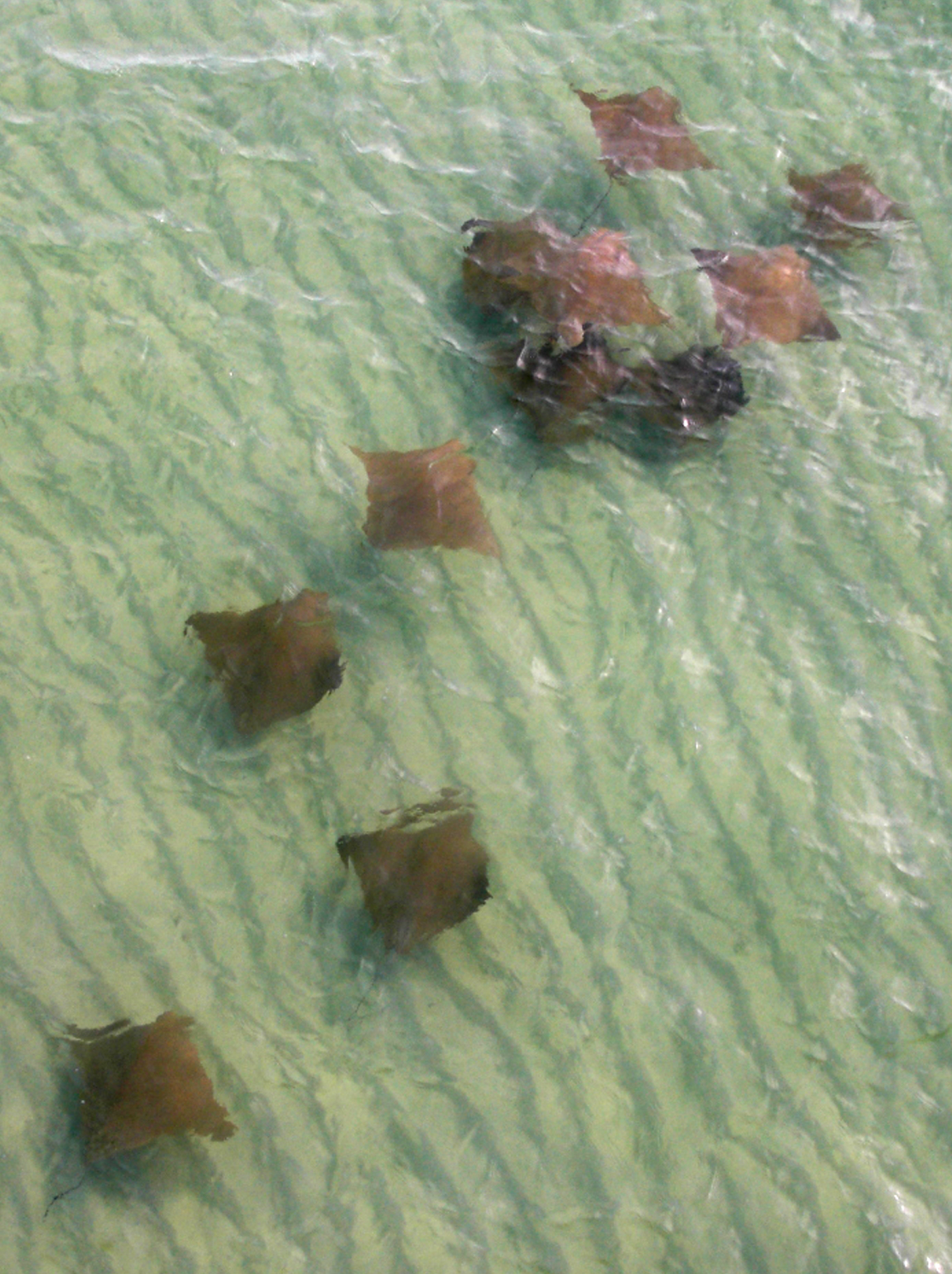
メキシコ湾の群れ

### 生殖・寿命
4月から10月に繁殖する。最大サイズの70%で性成熟する。雌は7 - 8歳、雄は6 - 7歳で性成熟する。寿命は性別によって異なり、最高齢は雌で21歳、雄は18歳であり、どちらもチェサピーク湾で記録された。
卵胎生であり、胚は母親の体内で成長する。妊娠期間は長く、11 - 12ヶ月と考えられており、仔エイは尾から生まれる。

### 移動
体の大きさと性別に応じた大きな群れで移動、回遊を行う。春の終わりに北に移動し、秋の終わりに南に移動する。チェサピーク湾で行われた研究によると、晩春に雌雄が湾にやって来て、雌と仔エイは河口で生活する。雄は雌よりも早く湾を出て第二の餌場に向かうが、より長い距離を移動する理由は分かっていない。雄が食料や生活空間など、資源の競争を減らすために移動するという仮説がある。

## 保全
大規模な乱獲と漁業のため、国際自然保護連合によって絶滅危惧種に指定されている。本種が養殖カキを捕食するという理由が乱獲につながっている。本種の増加とサメの減少により、二枚貝が減少するという主張の下だが、この仮説を裏付ける証拠はほとんど無い。チェサピーク湾において湾の生態系保全という理由で本種の漁獲が促進された。
しかし本種は妊娠期間も長く、成熟も遅い為、乱獲に対して脆弱であり、個体数は減少すると簡単に回復しない。いくつかの研究では本種がカキやアサリをあまり食べていないことが判明した。他の研究では、本種が捕食する貝類の多くは殻の大きさに影響されるため、養殖者には貝殻が一定の大きさに達するまで貝を保護することが提案された。
メリーランド州では捕獲の取り組みが禁止されていること以外、保護の取り組みはあまり多くない。

## 人との関わり

### ヒトへの危害
危険を感じると尾を激しく振るため、尾が当たる可能性がある。また尾棘を武器として使用し、敵を刺すこともある。刺されると非常に痛みを伴う傷を負い、医師の診察が必要になる。刺されても死に至る可能性は低いが、腹部を刺された場合命に関わることもある。赤痢菌を持った個体もおり、汚染された肉を食べることによって感染することがある。感染すると赤痢になり、下痢、痛み、発熱、脱水症状などを引き起こす。

### 展示
世界中の多くの水族館で展示されており、タッチプールで触れ合うことができる水族館もある。日本では海遊館で展示されている。